# WASP-12
WASP-12 là một sao lùn vàng cấp sao có cự ly khoảng 800 năm ánh sáng so với chòm sao Ngự Phu. WASP-12 có khối lượng và bán kính tương tự Mặt Trời

## Hệ hành tinh
Năm 2008, người ta phát hiện WASP-12b, một hành tinh khí, có trọng lượng gấp 1,5 lần và kích thước gần gấp đôi Sao Mộc quay quanh sao này. The high carbon-to-oxygen ratio discovered for "b" indicate that rocky planets that might have formed in the star system could be carbon planets.
| Thiên thể đồng hành (thứ tự từ ngôi sao ra) | Khối lượng   | Bán trục lớn (AU) | Chu kỳ quỹ đạo (ngày) | Độ lệch tâm  | Độ nghiêng | Bán kính |
| ------------------------------------------- | ------------ | ----------------- | --------------------- | ------------ | ---------- | -------- |
| WASP-12b                                    | 1.41 ±0.1 MJ | 0.0229 ±0.0008    | 1.091423 ± 3e-06      | 0.049 ±0.015 | —          | —        |

|  |

## Liên kết ngài
- WASP-12b in transit (lightcurve)
- "WASP-12". Exoplanets. Bản gốc lưu trữ ngày 25 tháng 11 năm 2009. Truy cập ngày 6 tháng 5 năm 2009.